# 史蒂芬·海倫伯格
史蒂芬‧麥丹奈爾·海倫伯格（英語：Stephen McDannell Hillenburg，1961年8月21日—2018年11月26日），美國海洋生物學家、漫畫家、動畫製作人，成名作為《海綿寶寶》。

## 生平
從加利福尼亞州阿納海姆的薩維那高中畢業後，海倫伯格報考了洪堡州立大學，在 1984 年以自然資源規劃和詮釋學位（重點在於海洋資源）畢業。
1992年，他獲得了美國加州藝術學院實驗動畫的藝術碩士學位。
2017年3月13號，史蒂芬發表聲明自己罹患肌萎縮性脊髓側索硬化症（Amyotrophic lateral sclerosis，即 ALS），俗稱「漸凍人」，但他也表示會繼續為大家創作，不輕易放棄。史蒂芬發表聲明：「任何認識我的人都知道，只要我還可以，我就會繼續創作《海綿寶寶》以及追隨我其他的熱情。」然而一年半後，史蒂芬仍然不敵此症所引發的心臟衰竭，而於2018年11月26日在他位於加州聖瑪利諾的家中逝世，享年57歲。

## 職業生涯
他曾是現在的奧蘭治縣海洋學院海洋生物學教師。1984-1987 年作為海洋生物學家工作。1987 年海倫伯格決定投身動畫事業，這是他的第二個追求。他做了一些動畫短片，其中的兩部獲了獎並在國際動畫電影節放映。他的兩個短片《綠扁帽》（The Green Beret，1991 年，此短出出現在《液體電視》（Liquid Television）某一集；MTV 在片尾名單中拼錯他的名字）和《蟲洞》 Wormholes（1992 年）成為電影節中幾個流行短片之一，並獲得了各種獎項。
1991 年到 1993 年还在动画学校时，海伦伯格得到了一个在儿童电视节目《鵝媽媽與格林》（Mother Goose & Grimm）的工作。
他在加利福尼亞州藝術學院時，制作了叫做“蟲洞”的電影論文（由 Princess Grace Foundation 資助）。海倫伯格在各種電影節裏展示了自己的電影。《洛可的摩登生活》的創作者喬·默里（Joe Murray）在一個電影節中遇到海倫伯格，詢問他是否能當一個導演，他同意了。海倫伯格以編劇、制片人和劇情梗概圖片藝術家加入了尼克動畫系列。海倫伯格在《洛可的摩登生活》工作的同時，遇到了後來成為海綿寶寶的配音者的湯姆‧肯尼（Tom Kenny）、合夥人道格‧勞倫斯（Doug Lawrence）、保羅·提比特（Paul Tibbit）等。
隨著《洛可的摩登生活》在 1996 年結束，海倫伯格制定了一個新的關於海洋生物節目的概念，借鑒了他於 1989 年在加州藝術學院漫畫書上創建的關於水窪的漫畫。他重點在表現一塊海綿。本來他想畫成一塊自然海綿，但為了該角色喜劇化改成方形海綿。1997 年，海倫伯格的前“洛可”同事幫助設計了背景和角色。
55歲的海倫伯格於2017年得了肌萎縮性脊髓側索硬化症，但他發聲明表示：「任何認識我的人都知道，只要可以，我會繼續創作《海綿寶寶》以及追隨我其他的熱情。」史蒂芬海倫伯格說「希望人們直接從我這裡知道，我得了ALS的消息」，他強調不會因為生病就放棄創作，也會維持一貫的熱情，盡可能繼續工作。2018年11月26日，海伦伯格因ALS逝世。

### 海綿寶寶
雖然在海洋研究所工作，海倫伯格畫了一本叫做“The Intertidal Zone”的漫畫書。他給他的朋友兼《洛可的摩登生活》（Rocko's Modern Life）的作家之一馬丁·歐森（Martin Olson）看。歐森喜歡它，並建議海倫伯格將其改寫為海底卡通系列。
1998 年，海倫伯格使用水族館、角色模型、主題曲、劇情梗概圖片和試播節目《急徵店员》向尼克卡通宣傳這部動畫片。主角原來叫“海綿男孩”（SpongeBoy），但由於這個名字已經受版權保護，改成了“海綿寶寶”（SpongeBob）。在海綿寶寶節目裡中海倫伯格使用了一些他在洛可的摩登生活中使用過的故事。一些例子是用真人拍攝短片。尼克兒童頻道在1999年5月1日首次播出，1999年7月17日開始常規播出。他在《最美好的一天》（The Best Day Ever，海綿寶寶電影版片尾出現的配樂，非第四季第80集的一集）演奏了四弦琴。
《海綿寶寶》1999年起在美國尼克兒童頻道開播，廣受全球小朋友歡迎，得過2座艾美獎、12座兒童票選獎肯定，也推出過3部電影，周邊商品為尼克頻道創造逾130億（約338億元台幣）收入，台灣則在2006年開始於東森頻道及Nick Asia播映，香港則曾於2009年開始於亞洲電視播映，由於亞洲電視於2016年4月2日凌晨零時免費電視牌照期限屆滿。香港電視娛樂於2017年底播映《海綿寶寶》第8季第23集，2018年初開始續播第9季後的《海綿寶寶》。

## 外部連結
- 海綿寶寶在互联网电影资料库（IMDb）上的資料（英文）
- NNDB 檔案：海綿寶寶（页面存档备份，存于）
- 海洋之下，世界之巔